# Andia
Andia, pseudonimo di Diana Constantin (Roman, 2 giugno 1997), è una cantante rumena.

## Biografia
Sfarsitul lumii (2021), tratto dall'album in studio d'esordio Pietre prețioase (2022), si è collocato in cima alla Romanian Top 100 ed è stato premiato con un Romanian Music Award. Lo stesso disco contiene Sfârșitul lumii, riconosciuto con l'Artist Award al miglior video.
La nevedere, resa disponibile a partire dal novembre 2022, ha segnato la sua prima numero uno nella Romania Songs di Billboard, risultando il brano più consumato a livello nazionale secondo Luminate Data per tre settimane consecutive, nonché il suo primo ingresso nella top ten moldava.
Anche Inseparabili (2023), in collaborazione con i 3 Sud Est, ha raggiunto il vertice della hit parade della Uniunea Producătorilor de Fonograme din România. Pentru că (2023), un duetto con Deliric, si è fermato sul podio della graduatoria moldava.

## Discografia

### Album in studio
- 2022 – Pietre prețioase

### EP
- 2023 – On Air
- 2023 – Egotic

### Singoli
- 2015 – Sabes tu
- 2016 – Lost
- 2018 – Tu regalo (feat. Erika)
- 2018 – Fake Walls (feat. Uphills)
- 2019 – Meo beijou
- 2019 – Oh, My Gosh!
- 2019 – Hello, Hello
- 2019 – Retrograd (con i DJ Project)
- 2020 – Ce suntem noi
- 2020 – Slăbiciuni (con i DJ Project)
- 2020 – Anotimpuri (con Spike)
- 2021 – Mi-e dor
- 2021 – Sfarsitul lumii
- 2021 – Universul
- 2022 – Pietre prețioase (con Guess Who)
- 2022 – Alerg
- 2022 – Aer
- 2022 – Ce urmeaza
- 2022 – La nevedere
- 2023 – Intentionat
- 2023 – Scrie-mi orice
- 2023 – Inseparabili (con i 3 Sud Est)
- 2023 – Pentru că (con Deliric)
- 2024 – De la dela
- 2024 – Soarele (con Spike)
- 2024 – Inimi
- 2025 – Pata de culoare